# Libelloides lacteus
Libelloides lacteus is een insect uit de familie van de vlinderhaften (Ascalaphidae), die tot de orde netvleugeligen (Neuroptera) behoort. 
Libelloides lacteus is voor het eerst wetenschappelijk beschreven door Brullé in 1832.